# Leimring

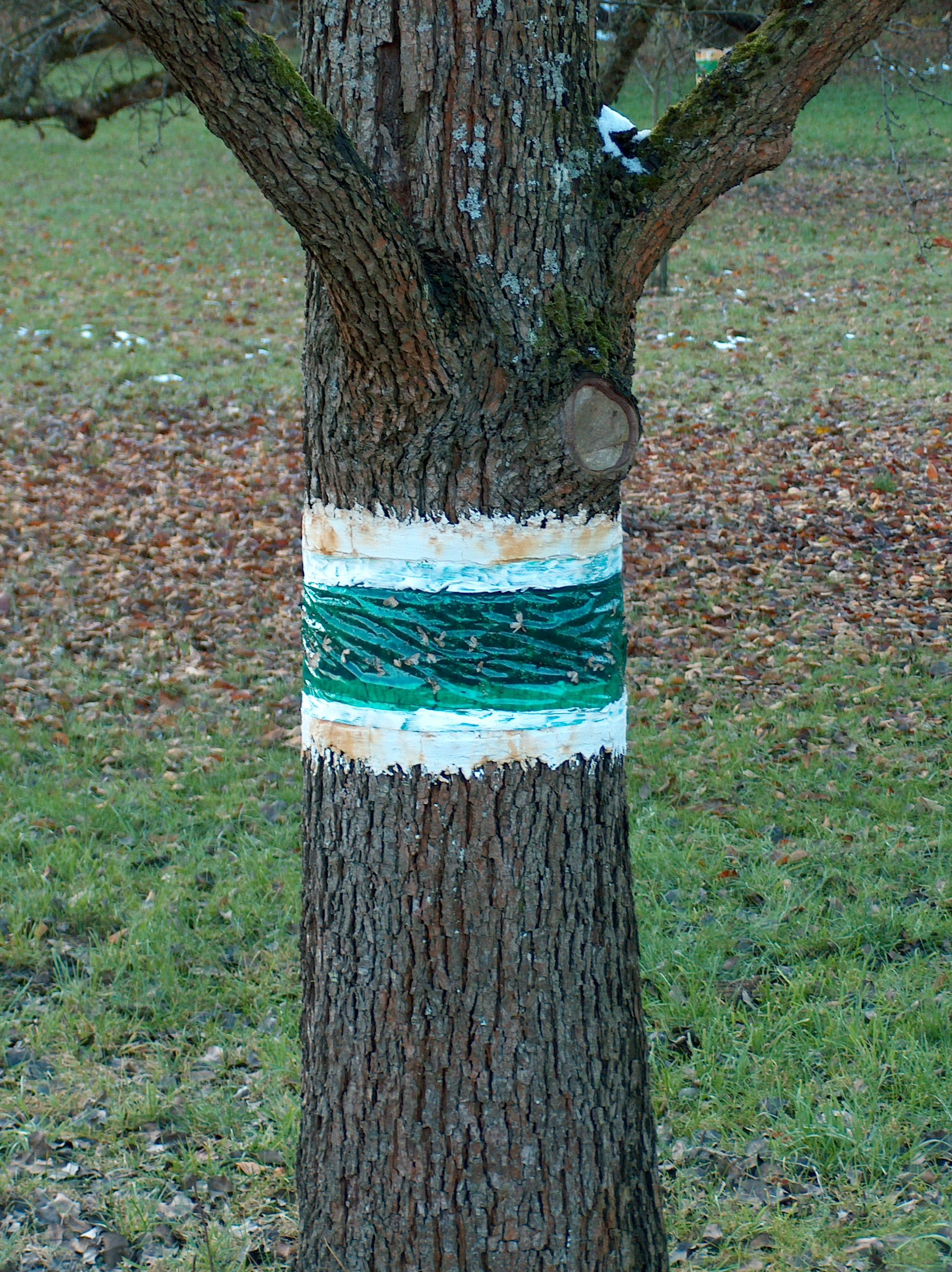
Leimring an einem Apfelbaum

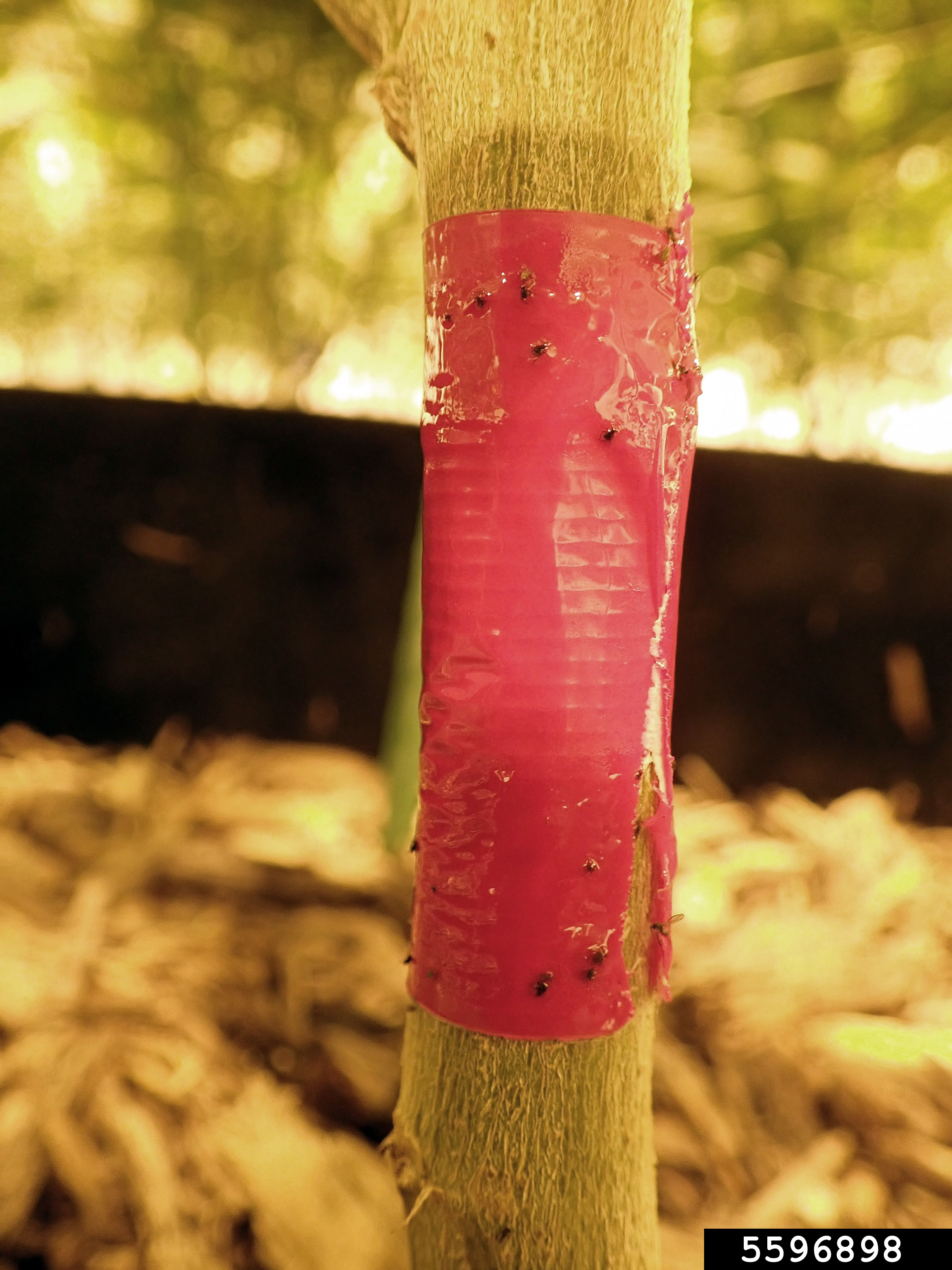
Leimring an einer Hanfpflanze

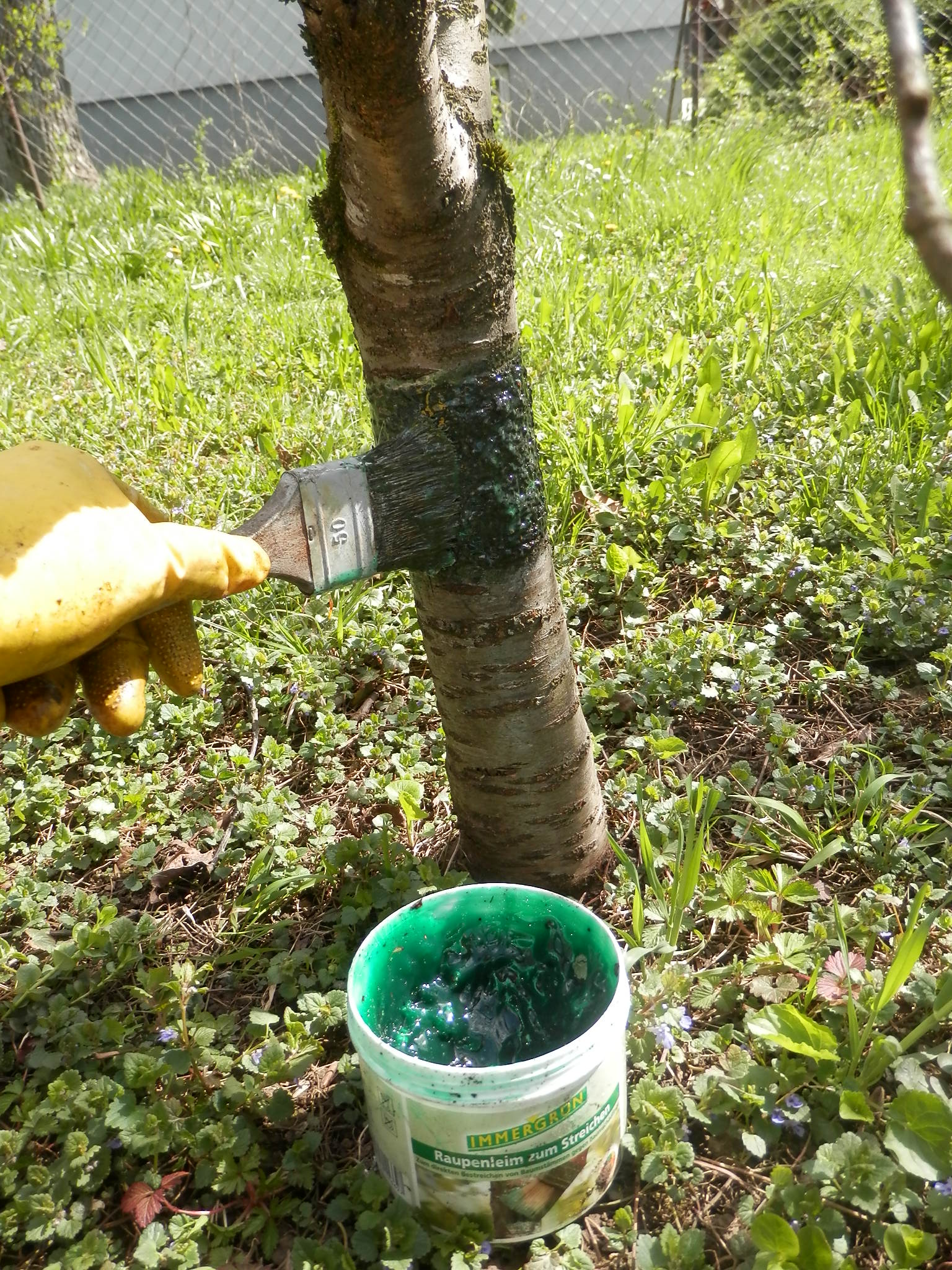
Ausstreichen eines Raupenleimes an einem Obstbaum

Ein Leimring ist eine giftfreie Möglichkeit zur Schädlingsbekämpfung an Stammgewächsen. Der Leim wird direkt als Ring auf den Baumstamm aufgetragen oder als mit Leim beschichtetes Band um den Stamm gelegt. Die Ringe sollen Obst- und Zierbäume vor Schädlingen, die am Stamm hochkriechen, schützen. Der Schädling bleibt auf dem Leimring kleben und stirbt. Wird mit einem beschichteten Band gearbeitet, muss dieses dicht und fest am Stamm anliegen, damit die Falter oder Raupen nicht unter ihm hindurchkrabbeln können. Hierfür wird es in der Regel mit Bindedraht befestigt. Leimringe sollten eine Mindestbreite von 6 bis 8 cm haben, da schmalere Hindernisse eventuell durch den Schädling überwunden werden können.
Die Anwendung erfolgt Anfang Oktober gegen Frostspannerweibchen, Apfel-Gespinstmotten und Blutläuse und Anfang März gegen Ameisen und Blattläuse.
Frostspannerraupen schädigen die Bäume durch Fraß an Blättern und Früchten. Ende September klettern die flugunfähigen Weibchen des Frostspanners zur Eiablage in den Baum. Der Leimring verhindert, dass die Schädlinge auf den Baum klettern können. Somit unterbleibt der Fraß im Frühjahr.